# Ted Nelson
Theodor Holm Nelson (* 17. června 1937) je americký sociolog, filozof a průkopník informačních technologií. V roce 1963 poprvé použil termín "hypertext" a uveřejnil ho v roce 1965. Je mu také přičítáno první užití slov hypermedia, virtualita[zdroj?], intervingularita a teledildonika. Hlavním bodem jeho díla bylo vyrobit počítače snadno dostupné běžným lidem. Jeho heslo je:
Uživatelské prostředí by mělo být tak jednoduché, že začátečník v nouzi mu porozumí během deseti sekund.
Ted Nelson prosazuje čtyři zásady: „Většina lidí je líných, většina autorit je škodlivých, Bůh neexistuje a všechno je špatně.“ (viz kapitola II, 3. odstavec, 3. a 4. věta v knize Prokletí Xanadu.)

## Kariéra
Nelson založil projekt Xanadu v roce 1960 s cílem vytvořit počítačovou síť s jednoduchým uživatelským prostředím. Toto úsilí je zachyceno v jeho knize z roku 1974 s názvem Počítačová knihovna/Stroje snů a v knize z roku 1981 Literární stroje. Většina jeho dospělého života byla věnována práci na Xanadu a jeho obhajobě.
Samotný projekt Xanadu přestal vzkvétat z různých důvodů, které jsou předmětem sporů. Novinář Gary Wolf publikoval nelichotivou historku "Prokletí Xanadu" ve vydání Wiredu z června 1995, kde se zabývá Nelsonem a jeho projektem. Nelson na své internetové stránce vyjádřil zhnusení a Wolfa označil za „krvavého šakala“ a hrozil mu žalobou. Své cíle vysvětlil v dopise adresovaném Wiredu a poskytl detailní vyvrácení důkazů, které se objevily v historce.

Nelson tvrdil, že některé aspekty jeho vize byly splněny objevem World Wide Webu Timem Bernersem-Leem, ale World Wide Web, XML a všechny vložené odkazy neměl rád. Dílo Bernerse-Leeho považoval za velké zjednodušení jeho vlastní původní vize: 
| „ | HTML je přesně to, čeho jsme se chtěli uchránit: věčně rozbité odkazy, odkazy, které jsou pouze ven, citáty, jejichž původ nemůžete najít, žádný management verzí, žádný management práv. | “ |

Nelson spoluzaložil společnost „itty bitty machine company“ (zkratkou ibm – psáno s počátečními minuskami), maloobchod s počítači působící v letech 1977–1980 v Evanstonu v Illinois. Společnost byla jedním z mála maloobchodů, které prodávaly počítač Apple I. V roce 1978 měl významný vliv na tvůrčí procesy ve velké firmě IBM, když předložil týmu svoji vizi potenciálu osobních počítačů a o tři roky později byl na trh uveden IBM PC.
Ted Nelson v současné době pracuje na nové informační struktuře ZigZag, která je popsána na internetových stránkách projektu Xanadu. Tyto stránky rovněž poskytují dvě verze kódu Xanadu. Nelson právě rozvíjí XanaduSpace, systém pro průzkum spojených paralelních dokumentů (jednoduchá verze tohoto software je snadno dostupná na internetu). Je hostujícím členem na Oxfordské univerzitě – sídlící v Oxfordském internetovém institutu – kde pracuje v oblasti informací, počítačů a spojení člověků a strojů.

## Vzdělání a ocenění
Nelson získal bakalářské vzdělání ve filozofii na Swarthmoreské univerzitě v roce 1959, inženýrský titul v sociologii na Harvardově univerzitě v roce 1963 a doktorát z médií a dozoru na Univerzitě v Keio v roce 2002.
V roce 1998, na Sedmé WWW konferenci v Brisbane v Austrálii byla Tedu Nelsonovi udělena Cena Jurije Rubinského. Publiku řekl, že to je první cena, kterou kdy za svoji práci dostal.
V roce 2001 byl ve Francii pasován na rytíře jako "Officier des Art et Letters". V roce 2004 byl jmenován členem Wadhamské univerzity v Oxfordu a Oxfordského internetového institutu, kde dodnes vede svůj výzkum.
V roce 2007 oslavil 70. narozeniny tím, že pořádal otevřenou přednášku na univerzitě v Southamptonu.

## Osobní život
Je synem pozdějšího vítěze ceny Emmy režiséra Ralpha Nelsona a držitelky Oscara, herečky Celesty Holmové.
Manželství jeho rodičů bylo krátké a většinou byl vychováván svými prarodiči v Greenwich Village s relativně malým kontaktem se svými rodiči. Částečně je norského původu.

## Populární kultura
Serial Experiment Lain cituje projekt Xanadu jako předchůdce Wiredu, fikční komunikační sítě podobné internetu a rozšířeného systému reality.